# Ab Andrée och Rosenqvist Oy

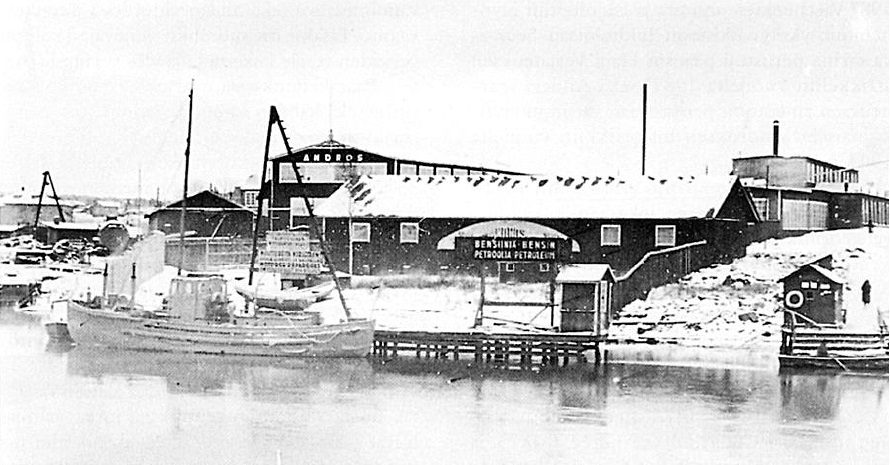
Fabriken, vid Aura å, 1920-talet

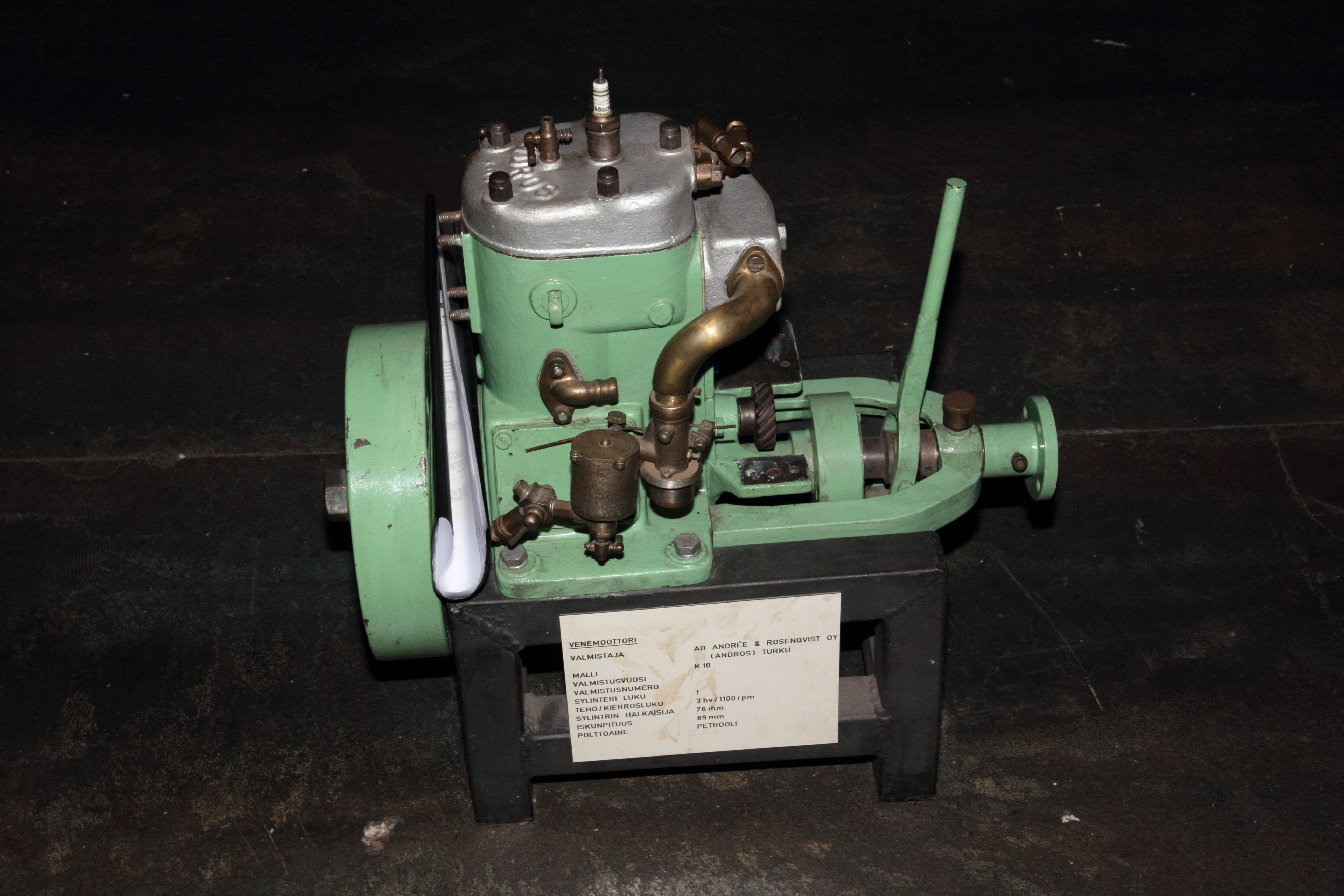
Encylindrig Andros K10-motor

AB Andrée & Rosenqvist Oy, senare Ab Andros Oy, var ett motorbåtvarv och en båtmotorfabrik i Åbo.
Andrée & Rosenqvist grundades av ingenjören Carl Severin Andrée (1873–1932) från Göteborg och hans 21-årige svåger, finländaren Gustaf Allan Rosenqvist. Andrée hade arbetat i USA och flyttat till Åbo 1898. Företaget började som en sammansättningsverkstad. Skroven köptes av andra båttillverkare, som Åbo Båtvarf, och utrustades med amerikanska Fay & Bowen-motorer. Redan 1907 köptes en ny fastighet för att kunna bygga ut verksamheten vid stranden av Aura å i stadsdelen Korpolaisbacken. År 1909 innefattade byggnaderna ett tvåvånings tegelhus med en svetsverkstad, sammansättningsfabrik, panncentral, trätorkhall och galvaniseringsverkstad. Båtskroven tillverkades i en stor båthall och sjösattes på två sliprar.  Huvudbyggnaden för kontor och materiallager var på två våningar på sammanlagt 1 270 m².
Årsproduktionen var ungefär 50 båtar med importerade motorer. Företaget omorganiserades till aktiebolag 1911. Andrée och Rosenqvist började därefter också tillverka egna motorer. En modern fabrik efter amerikansk förebild för motorer av varumärket "Andros" togs i drift 1912.

## 1930-talet
Efter den stora depressionen introducerade Andros motorer i spannet 10–60 hk, både en-, två-, tre-, fyr- och sexcylindriga. År 1935 fanns tio modeller, varav de mest kända var de en- och tvåcylindriga av modell Andros L.
Sonen Åke Andrée övertog ledningen 1931. År 1934 bytte företaget namn till Ab Andros Oy.
I närheten av Andros låg på andra sidan floden skeppsvarvet Crichton  och omedelbart bredvid Andros skeppsvarvet Vulcan. Crichton och Vulcan fusionerade på 1920-talet till Crichton-Vulcan, som snabbt växte, bland annat med en torrdocka 1934–1936 på andra sidan om Andros fastighet, alldeles bredvid Korpolaisbacken. År 1935 köptes Crichton-Vulcan av Wärtsilä, och Wärtsilä köpte 1939 också Andros.

## Produkter
Andrée & Rosenqvist tillverkade 1921 den sju meter långa passbåten Kultaranta  för Finlands president för att användas vid presidentens sommarresidens Gullranda utanför Nådendal.
Varvet byggde också segelbåtar. De flesta ritades av Carl Andrée, men en del ritades av bland andra Gustaf Estlander.

## Senare tid
Wärtsilä Crichton-Vulcan fortsatte efter övertagandet att tillverka motorer fram till år 1958, då serienummer 4 409 uppnåddes. Fabriksbyggnaderna revs på 1960-talet och ersattes av Wärtsilä Åbos huvudmonteringshall, där Wärtsiläs medelhastighetsdieslar tillverkades.